# Oliver Marach
Oliver Marach (Graz, 16. srpnja 1980.) austrijski je tenisač, natjecatelj u pojedinačnoj konkurenciji i igri parova. Najveći uspjeh u karijeri ostvario je plasmanom u završnicu Wimbledona u igri parova s hrvatskim tenisačem Matom Pavićem 2017. godine. Nastupao je i na Olimpijskim igrama 2016., gdje je došao do četvrtzavršnice.

## Karijera
Prvu završnicu nekog ATP-ovog teniskog turnira igrao je na Međunarodnom turniru »Hypo Group« u austrijskom Pörtschachu, gdje je krajem svibnja 2006. u paru s češkim tenisačem Cyrilom Sukom izgubio od australsko-američkog para Hanley-Thomas. S istim igračem, stigao je i do završnice Međunarodnog prvenstva Austrije u Kitzbühelu.
Početkom 2007. započinje suradnju s Poljakom Kubotom, koja traje do 2011. Za to vrijeme s njim je izborio devet završnica i osvojio pet turnira. Među njima se ističu Grand Prix Hassana II., koji je osvojio 2009., a dvije godine prije igrao je i njegovu završnicu. Bila je to ujedno i prva izborena završnica s Kubotom, s kojim je još osvajao Otvorena prvenstva Srbije (prvo izdanje), Meksika i Čilea (tzv. »Movistar Open«). Zanimljivo je da je Kubot kasnije bio njegov protivnik u završnici Wimbledona 2017. te zajedno s Brazilcem Marcelom Melom pobijedio njega i njegova suigrača Matu Pavića u maratonskom meču dugom četiri i pol sata.
Nakon uspješne suradnje s poljskim tenisačem, značajne uspjehe ostvario je i s domaćim igračem Alexanderom Peyom. S njim je igrao završnicu ATP turnira u Beogradu (»Serbia Open«) te osvojio međunarodno prvenstvo njemačke u tenisu u Hamburgu (2011.) i turnir u Aucklandu (tada »Heineken Open«).